# Sanfelice

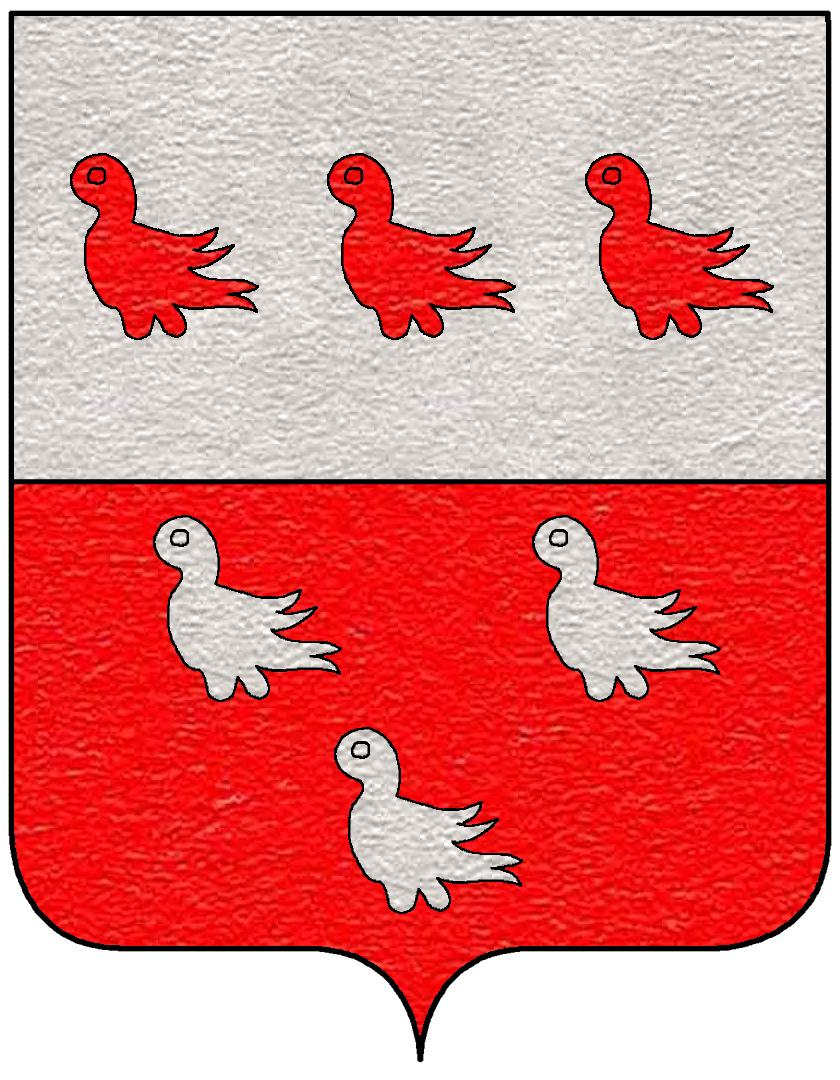
Wappen der Familie Sanfelice

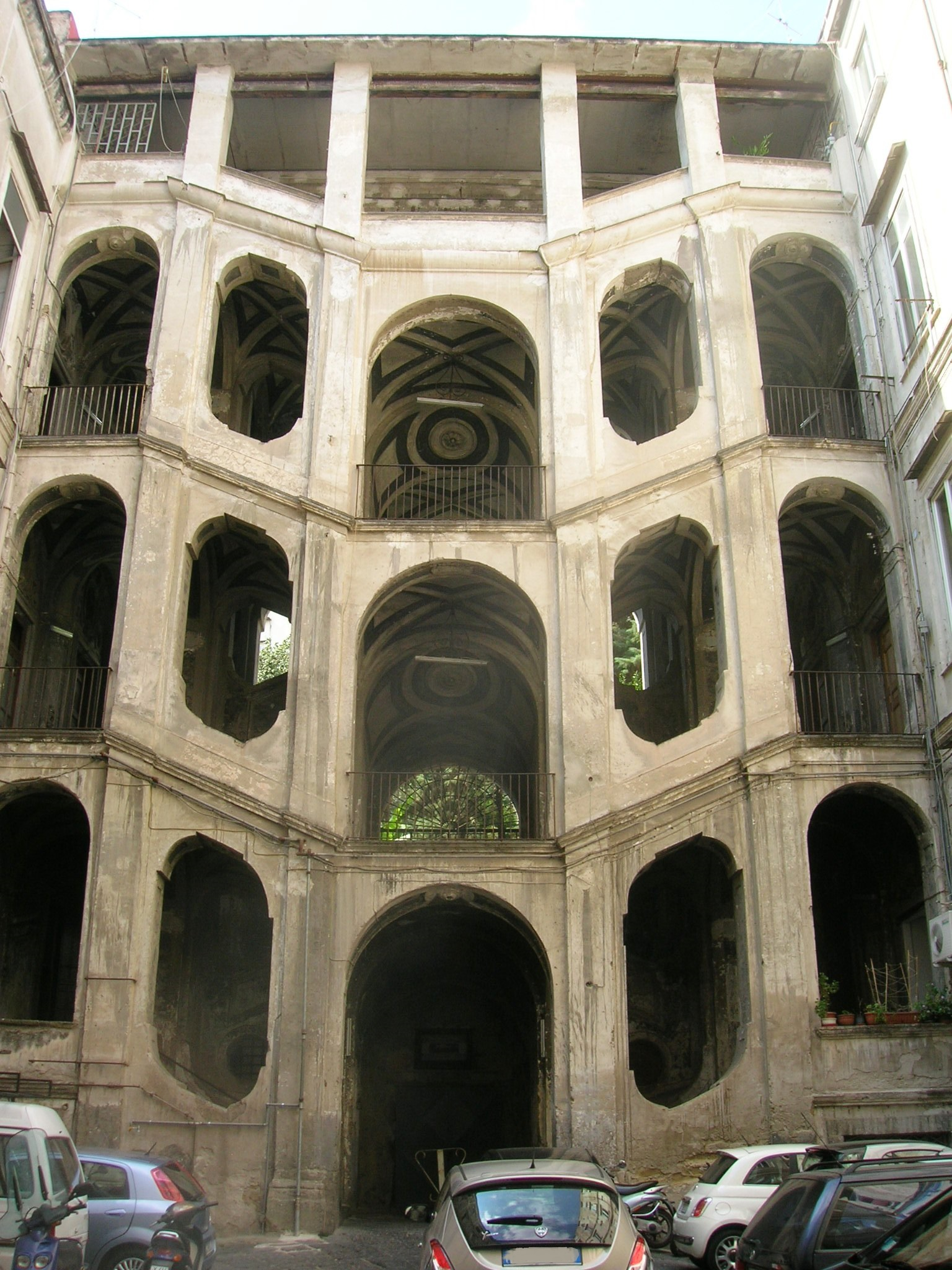
Treppenhaus des Palazzo Sanfelice in Neapel (um 1724)

Die Sanfelice sind eine italienische Adelsfamilie normannischer Herkunft, die mehrere kirchliche und königlich neapolitanische Würdenträger stellte.
Die Familie ist seit dem 13. Jahrhundert als Besitzer der Herrschaften zu Agromonte, San Demetrio und Monliterno, sowie als Grafen von Corigliano belegt. Die sichere Stammreihe beginnt 1404 mit Paride Sanfelice, Herr zu San Felice. Später führten einzelne Linien die Titel Duca di Bagnoli, Duca di Acquavella, Duca di Sancipriano, Marchese di Monteforte, Duca di Lauriano.

## Bedeutende Vertreter
- Giovanni Tomaso Sanfelice (1500–1585), Bischof von Cava und Venosa, päpstlicher Gouverneur von Perugia und Umbrien, Internuntius beim Konzil von Trient
- Giuseppe Maria Sanfelice (1614–1660), Erzbischof von Cosenza, Nuntius in Köln
- Guglielmo Sanfelice D’Acquavella (1834–1897), italienischer Kardinal
- Luisa Sanfelice (1764–1800), neapolitanische Revolutionärin
- Nazario Sanfelice, Duca di Bagnoli, Duca di Sancipriano (1805–1867), Bürgermeister von Neapel
- Orazio Sanfelice, Duca di Bagnoli († 1632), Bürgermeister von Neapel